# Comuna Skelivka, Starîi Sambir
Skelivka (în ucraineană Скелівка) este o comună în raionul Starîi Sambir, regiunea Liov, Ucraina, formată din satele Hlîboka, Skelivka (reședința) și Zasadkî.

## Demografie
Componența lingvistică a comunei Skelivka
     Ucraineană (99,31%)
     Alte limbi (0,41%)
Conform recensământului din 2001, majoritatea populației comunei Skelivka era vorbitoare de ucraineană (99,31%), existând în minoritate și vorbitori de alte limbi.